# ناحیه یوینگ، میشیگان
ناحیه یوینگ (به انگلیسی: Ewing Township) یک منطقهٔ مسکونی در ایالات متحده آمریکا است که در شهرستان مارکت، میشیگان واقع شده‌است.
 ناحیه یوینگ  ۱۶۰ نفر جمعیت دارد و ۳۱۲ متر بالاتر از سطح دریا واقع شده‌است.